# Луццаско Луццаскі
Луццаско Луццаскі (італ. Luzzasco Luzzaschi) (бл. 1545, Феррара — 10 вересня 1607, там само), італійський композитор, органіст, клавесиніст, педагог. Один з найзначніших мадригалістів і органістів в Італії XVI століття.

## Біографія
Вчився у Кипріана де Роре. З 1561 органіст (з 1564 головний органіст) при дворі герцогів д'Есте у Феррарі, фактично виконував обов'язки капельмейстера. Починаючи з 1570 (дата приблизна) займався організацією закритих феррарських концертів для вищого світу за участю віртуозних співачок (сучасники називали цей ансамбль Concerto delle Dame), писав для них власну музику і виступав там як акомпаніатор. Серед інших клавішних інструментів Луццаскі грав на головоломно складному аркічембало, який сконструював Нікола Вічентіно.
Після 1597 (рік смерті Альфонсо II д'Есте) відомості про Луццаскі украй мізерні; ймовірно, він залишився у Феррарі на службі у кардинала П. Альдобрандіні. Вінченцо Галілей назвав Луццаскі одним з найяскравіших музикантів Італії свого часу, а Адріано Банк'єрі — найбільшим органістом (поряд з Клаудіо Меруло). Серед учнів Луццаскі — Джироламо Фрескобальді і Дж. Беллі.

## Творчість
Визначальну частину спадщини Луццаскі становлять 5 — голосні мадригали, які він писав у «старій» імітаційно-поліфонічній техніці, а також (з 4-ї книги і пізніше) в гоморитмічній фактурі, що передбачають «нову» гомофонію початку XVII ст. П'ять «книг» (тобто збірок; 1571, 1577, 1582, 1594, 1595) збереглися повністю, 6-а і 7-а (1596, 1604) у фрагментах. У ранніх мадригалах помітно наслідував Кипріана де Роре. У середині 90-х років активно спілкувався з Карло Джезуальдо (який деякий час жив у Феррарі), присвятив йому 4-у книгу своїх мадригалів, впливав (за словами самого Джезуальдо) на його стиль і, можливо, відчував зустрічний вплив. Джезуальдо навмисно писав на ті ж віршовані тексти, що і Луццаскі, прагнучи перевершити свого іменитого суперника.
У мадригалі Луццаскі надавав вирішального значення афектам, висловленим у вірші; музика, на його думку, повинна уважно слідувати поезії, не обмежуючись тим, щоб робити слухачеві лише приємність та втіху» («non solamento… il giovamento e'l diletto»; передмова до 6-ї книги, 1596). Гармонічний стиль Луццаскі традиційний (типова старомодальна гармонія на основі діатоніки з елементами прототональності) за винятком кількох хроматичних мадригалів, з яких найвідоміший — «Летіть, мої зітхання» («Itene mie querele», 6-а кн.).
Крім п'ятиголосних мадригалів опублікував (1601) збірник «Мадригали на 1, 2 або 3 голоси», що містить пишно орнаментований репертуар «дамського ансамблю» 1580-х років. Згідно з передмовою до цього видання, музику для цих новомодних «монодійних» мадригалів Луццаскі написав ще в 1586 році. Серед інших творів: канцони, річеркари, токати для клавішних інструментів (здебільшого загублені); збірник п'ятиголосних мотетів на латинські тексти «Духовні піснеспіви» (Sacrae cantiones, 1598).